# Yates Racing
La Yates Racing  est une ancienne écurie NASCAR, principal organisme qui régit les courses automobiles de stock-car aux États-Unis d'Amérique, basée à Mooresville en Caroline du Nord et dirigée par Robert et Doug Yates.

## Parcours en NASCAR Cup series
L'écurie débute en Cup Series en 1989 en engageant la Ford no 28 de Davey Allison qui remporte 15 courses jusqu'en 1993. Elle décroche le titre lors de la saison 1999 grâce à Dale Jarrett au volant de la no 28. Jarrett s'imposera au total à 29 reprises en 411 courses disputées. L'écurie cesse ses activités en 2009.

## Référence
1. ↑   (en) Yates Racing NASCAR Statistics (driveraverages.com)